# Henderson (Luizjana)
Henderson – miasto w Stanach Zjednoczonych, w stanie Luizjana, w parafii St. Martin.